# 쿠스코
쿠스코(스페인어: Cusco, 문화어: 꾸스꼬)는 페루 남동부 쿠스코주에 있는 도시이다. 80km 북서쪽으로 마추 픽추가 있으며, 안데스 산맥 사이의 해발 3,399m에 있다. 현재 인구는 약 42만 8천명이다.
쿠스코는 케추아어로 부엉이 바위(rock of the owl)를 의미하고 타완틴수유(Tawantinsuyu, 잉카 제국의 정식 명칭)의 수도이며, 문화의 중심지였다. 지금도 페루에서 가장 유수한 도시 중의 하나이다.

## 역사

### 킬케 문화
1200년대 잉카가 이주해 오기 전 900년부터 1200년까지 킬케인들이 지역을 지배하고 있었다. 쿠스코 교외 사크사이우만 요새의 유적을 방사성 탄소 연대 측정법으로 분석한 결과, 1100년경 킬케 문화의 요새로 판명됐다. 그 후, 1200년대 이후 잉카 세력이 이곳을 점령했다. 2008년 3월 13일, 고고학자들이 고대 사원, 도로, 수도 시설의 유적을 사크사이우만에서 발견했다. 2007년 발굴 조사 결과, 요새의 상완 지역에서 발견된 요새는 군사적인 기능뿐만 아니라 종교적인 기능까지 겸한 것을 알 수 있었다.

### 잉카에 의한 지배
1200년대부터 1532년까지 쿠스코는 잉카 제국의 수도였다. 쿠스코의 거리는 성스러운 동물인 퓨마를 본떠서 만들었다는 설이 있지만, 증명된 학설은 아니다. 잉카의 통치 하에 우린(Urin)과 하난(Hanan) 두 지구로 나뉘어 각각 또는 두가지로 구분할 수 있었다. 4개의 지역 이름과 위치는 Chinchasuyu(북서), Antisuyu(북동) Qontisuyu(남서), Collasuyu(남동)였다. 도로는 각 지역에서 해당 제국의 영역으로 성장하고 있었다. 각 지역 지도자들은 마을에 집을 짓고 매년 일정 기간 쿠스코에 살아야 했다. 잉카 제국의 황제 파차쿠티의 통치하에, 잉카 사람이 죽으면 그 호칭은 아들이 물려받고, 그 재산은 그 친척에 의해 지배되는 자치 단체에 수여되는 전통이 생겨났다. 호칭을 유지하는 사람은 자신의 사후에 가족을 부양하기 위해 토지를 소유하기 위하여 새로운 집을 짓고 새 땅을 제국에 추가할 필요가 있었다.
잉카의 전설에 의하면, 쿠스코는 사파 잉카 파차쿠티에 의해 건설되었다. 그는 쿠스코 왕국을 활기없는 도시에서 거대한 타완틴수유제국으로 바꾸었다. 그러나 고고학적 증거에 의하면, 파차쿠티 지배 이전부터 마을은 점차 유기적으로 발전했다. 그것은 정해진 계획에 따라 건설된 두 개의 강이 마을을 둘러싸듯이 부어 개조되었다. 쿠스코의 도시 계획은 제국의 다른 도시로 만들어졌다.
1527년 우아이나 카팍 사후, 쿠스코는 우아스카르의 지배 영역이 되었다. 1532년 4 월, 도시는 키파이판 전투에서 아타우알파에게 점령되었다. 그 19 개월 후, 마을은 쿠스코 전투를 거치며, 스페인 정복자에 침략당한다.

### 스페인 정복
1533년 11월 15일 스페인인이 처음 도달했다. 프란치스코 피차로가 1534년 3월 23일 도시를 공식적으로 발견하고 ‘매우 고상하고 위대한 도시 쿠스코’라는 이름을 붙였다.
식민 지배의 흔적은 도시의 건축물에 여전히 남아있다. 침략 이후, 스페인 식민지 사람은 수많은 잉카의 건축물, 사원, 궁전을 파괴했다. 그들은 파괴하고 남은 벽을, 신도시 건설의 기초로 사용했다. 그리고 많은 교회, 수도원, 성당, 대학, 주교구를 건설했다. 잉카 전통 건축 방식에 스페인의 영향이 융합된 건물이었다. 스페인 사람은 토착 사원을 가톨릭 교회, 궁전 그리고 그들의 주택으로 개조했고, 키르케 구조에 타완팅스유(Tawantinsuyu)를 가미하여 쿠스코 건축물은 중후한 문화가 융합되었다. 잉카가 키르케 구조 위에 건물을 세운 것을 스페인인들은 잉카에 의해 세워진 거대한 바위 위에 건축물을 세웠다. 스페인식 건축물은 잉카에 의해 만들어진 거대한 돌담 위에 만들어져 있다. 이 잉카 시대의 석조 건축물은 바위와 바위 사이에 “면도날 하나 허용하지 않는” 촘촘하고, 정교함이 있었다. 또한, 주위에는 사크사크와만 유적과 켄코 유적 등 많은 유적이 흩어져 있다.
쿠스코는 안데스 지역에서 스페인 식민지와 기독교 포교의 중심이 되었고, 농업, 목축, 광업과 스페인과의 무역 덕분에 쿠스코는 번창을 할 수 있다.

### 현재
현재는 마추픽추 유적지와 사이, 티티카카 호수 부근의 푸노 사이에 페루 남부 철도가 달리고 있으며, 수도 리마에서 비행기로 연결되어 있다. 버스도 각지 사이에 운행되고 있지만, 도로 사정이 좋지 않고, 특히 우기는 항공, 철도에 비해 확실하지 않다.
1983년, 세계문화유산으로 등록되었다.
현재 2026년 개항을 목표로 친체로 국제공항이 건설되고 있다.

## 인구
| 연도 | 인구    | ±%     |
| ---- | ------- | ------ |
| 1500 | 45,000  | —      |
| 1614 | 5,000   | −88.9% |
| 1761 | 6,600   | +32.0% |
| 1812 | 6,900   | +4.5%  |
| 1820 | 9,000   | +30.4% |
| 1827 | 15,000  | +66.7% |
| 1850 | 16,000  | +6.7%  |
| 1861 | 15,000  | −6.2%  |
| 1877 | 17,000  | +13.3% |
| 1890 | 18,900  | +11.2% |
| 1896 | 20,000  | +5.8%  |
| 1900 | 25,000  | +25.0% |
| 1908 | 33,900  | +35.6% |
| 1920 | 30,500  | −10.0% |
| 1925 | 32,000  | +4.9%  |
| 1927 | 33,000  | +3.1%  |
| 1931 | 35,900  | +8.8%  |
| 1940 | 40,600  | +13.1% |
| 1945 | 45,600  | +12.3% |
| 1951 | 50,000  | +9.6%  |
| 1953 | 54,000  | +8.0%  |
| 1961 | 80,100  | +48.3% |
| 1969 | 115,300 | +43.9% |
| 1981 | 180,227 | +56.3% |
| 1993 | 250,270 | +38.9% |
| 1997 | 275,318 | +10.0% |
| 2000 | 295,530 | +7.3%  |
| 2005 | 375,066 | +26.9% |
| 2006 | 382,577 | +2.0%  |
| 2007 | 390,059 | +2.0%  |
| 2008 | 397,526 | +1.9%  |
| 2009 | 405,000 | +1.9%  |
| 2010 | 412,495 | +1.9%  |
| 2011 | 420,030 | +1.8%  |
| 2012 | 427,580 | +1.8%  |
| 2013 | 435,114 | +1.8%  |
| 2015 | 434,654 | −0.1%  |

## 기후
| 쿠스코 (1991년~2020년)의 기후                                                                                     | 쿠스코 (1991년~2020년)의 기후 | 쿠스코 (1991년~2020년)의 기후 | 쿠스코 (1991년~2020년)의 기후 | 쿠스코 (1991년~2020년)의 기후 | 쿠스코 (1991년~2020년)의 기후 | 쿠스코 (1991년~2020년)의 기후 | 쿠스코 (1991년~2020년)의 기후 | 쿠스코 (1991년~2020년)의 기후 | 쿠스코 (1991년~2020년)의 기후 | 쿠스코 (1991년~2020년)의 기후 | 쿠스코 (1991년~2020년)의 기후 | 쿠스코 (1991년~2020년)의 기후 | 쿠스코 (1991년~2020년)의 기후 |
| 월 | 1월                           | 2월                           | 3월                           | 4월                           | 5월                           | 6월                           | 7월                           | 8월                           | 9월                           | 10월                          | 11월                          | 12월                          | 연간                          |
| --- | ----------------------------- | ----------------------------- | ----------------------------- | ----------------------------- | ----------------------------- | ----------------------------- | ----------------------------- | ----------------------------- | ----------------------------- | ----------------------------- | ----------------------------- | ----------------------------- | ----------------------------- |
| 역대 최고 기온 °C (°F)                                                                                            | 27.8 (82.0)                   | 26.7 (80.1)                   | 25.3 (77.5)                   | 26.9 (80.4)                   | 27.0 (80.6)                   | 24.2 (75.6)                   | 24.2 (75.6)                   | 25.8 (78.4)                   | 25.9 (78.6)                   | 27.2 (81.0)                   | 26.6 (79.9)                   | 29.9 (85.8)                   | 29.9 (85.8)                   |
| 일평균 최고 기온 °C (°F)                                                                                          | 19.6 (67.3)                   | 19.5 (67.1)                   | 19.8 (67.6)                   | 20.3 (68.5)                   | 20.7 (69.3)                   | 20.4 (68.7)                   | 20.1 (68.2)                   | 21.1 (70.0)                   | 21.5 (70.7)                   | 21.4 (70.5)                   | 21.9 (71.4)                   | 20.3 (68.5)                   | 20.6 (69.0)                   |
| 일일 평균 기온 °C (°F)                                                                                            | 13.0 (55.4)                   | 13.0 (55.4)                   | 13.0 (55.4)                   | 12.5 (54.5)                   | 11.4 (52.5)                   | 10.4 (50.7)                   | 10.0 (50.0)                   | 11.0 (51.8)                   | 12.4 (54.3)                   | 13.3 (55.9)                   | 14.0 (57.2)                   | 13.1 (55.6)                   | 12.3 (54.1)                   |
| 일평균 최저 기온 °C (°F)                                                                                          | 8.2 (46.8)                    | 7.9 (46.2)                    | 7.9 (46.2)                    | 6.2 (43.2)                    | 3.5 (38.3)                    | 1.7 (35.1)                    | 1.3 (34.3)                    | 2.5 (36.5)                    | 5.1 (41.2)                    | 6.9 (44.4)                    | 7.7 (45.9)                    | 8.0 (46.4)                    | 5.6 (42.0)                    |
| 역대 최저 기온 °C (°F)                                                                                            | 0.0 (32.0)                    | 0.0 (32.0)                    | 0.0 (32.0)                    | −2.0 (28.4)                   | −7.0 (19.4)                   | −4.5 (23.9)                   | −7.0 (19.4)                   | −6.0 (21.2)                   | −6.0 (21.2)                   | 0.0 (32.0)                    | 0.0 (32.0)                    | 0.5 (32.9)                    | −7.0 (19.4)                   |
| 평균 강수량 mm (인치)                                                                                             | 153.4 (6.04)                  | 132.1 (5.20)                  | 105.9 (4.17)                  | 38.4 (1.51)                   | 7.1 (0.28)                    | 3.3 (0.13)                    | 5.9 (0.23)                    | 6.6 (0.26)                    | 18.0 (0.71)                   | 54.5 (2.15)                   | 77.3 (3.04)                   | 125.2 (4.93)                  | 727.7 (28.65)                 |
| 평균 강수일수 (≥ 1.0 mm)                                                                                          | 19.6                          | 17.2                          | 15.6                          | 7.3                           | 2.2                           | 1.0                           | 1.2                           | 1.9                           | 3.9                           | 9.3                           | 9.8                           | 17.1                          | 106.1                         |
| 평균 상대 습도 (%)                                                                                                | 66                            | 67                            | 66                            | 63                            | 59                            | 55                            | 54                            | 54                            | 56                            | 56                            | 58                            | 62                            | 60                            |
| 평균 월간 일조시간                                                                                                | 143                           | 121                           | 170                           | 210                           | 239                           | 228                           | 257                           | 236                           | 195                           | 198                           | 195                           | 158                           | 2,350                         |
| 출처 1: 미국 해양대기청, Meteo Climat (극값)                                                                      |                               |                               |                               |                               |                               |                               |                               |                               |                               |                               |                               |                               |                               |
| 출처 2: 독일 기상청 (상대습도: 1954년~1993년), 덴마크 기상학회 (일조시간: 1931년~1960년), Starlings Roost Weather |                               |                               |                               |                               |                               |                               |                               |                               |                               |                               |                               |                               |                               |

## 자매 도시
| 도시           | 국가                   | 체결 시기        |
| -------------- | ---------------------- | ---------------- |
| 라파스         | 볼리비아               | 1984년 1월 3일   |
| 바기오         | 필리핀                 | 1984년 8월 23일  |
| 사마르칸트     | 우즈베키스탄           | 1986년 8월 4일   |
| 멕시코시티     | 멕시코                 | 1987년 6월 17일  |
| 크라쿠프       | 폴란드                 | 1988년 11월 8일  |
| 뉴저지주       | 미국                   | 1988년 11월 8일  |
| 샤르트르       | 프랑스                 | 1989년 10월 21일 |
| 개성특별시     | 조선민주주의인민공화국 | 1990년 10월 22일 |
| 아테네         | 그리스                 | 1991년 9월 18일  |
| 모스크바       | 러시아                 | 1993년 6월 23일  |
| 샌타바버라     | 미국                   | 1992년 8월 29일  |
| 하바나         | 쿠바                   | 1993년 11월 22일 |
| 베들레헴       | 팔레스타인             | 1993년 10월 22일 |
| 예루살렘       | 이스라엘               | 1996년 3월 23일  |
| 코판           | 온두라스               | 1996년 4월 11일  |
| 시안시         | 중국                   | 1998년 6월 21일  |
| 포토           | 볼리비아               | 1998년 6월 22일  |
| 쿠엥카         | 에콰도르               | 2000년 3월 14일  |
| 리우데자네이루 | 브라질                 | 2003년 10월 10일 |

## 같이 보기
- 남아메리카의 세계유산